# Wladimir Borissowitsch Amokow
Wladimir Borissowitsch Amokow (russisch Владимир Борисович Амоков; * 28. Oktober 1944 in Nukuty, Oblast Irkutsk Burjatische Republik, Sowjetunion) ist ein russischer Künstler.
1968 begann er mit plastischen Arbeiten in Holz; 1970 fand in Gorki seine erste Ausstellung statt. Weitere Ausstellungen in Tiflis, Jerewan, Donezk, Rostow am Don und Ulan-Ude schlossen sich an.
1971 absolvierte er die Militärmedizinische Fakultät in Gorki. Er diente als Arzt bei der Gruppe der Sowjetischen Streitkräfte in Deutschland an verschiedenen Standorten. Er trat 1991 als Leiter des Militärkrankenhauses in Beelitz-Heilstätten aus der sowjetischen Armee aus.
Er beschäftigt sich seit 1977 mit Literatur und ist Autor von mehr als acht Gedichtsammlungen. In der DDR wurden die Werke des Arztes, der von 1976 bis 1994 in Beelitz-Heilstätten, Jüterbog und Karl-Marx-Stadt stationiert war, in Wünsdorf, Annaberg, Berlin, Dresden und Potsdam gezeigt. Neben Plastiken und Skulpturen schuf Amokow auch grafische und viele literarische Werke. Er ist Autor von 32 Büchern. Einige seiner literarischen Werke wurden ins Burjatische, Deutsche und Englische übersetzt. Das philosophische Verständnis des Lebens ist die Hauptrichtung seiner Arbeit.
Seit seiner Rückkehr nach Russland lebt Amokow in der Nähe von Moskau.
1977 war er Laureat des Allunionsfestivals des künstlerischen Volksschaffens der UdSSR. 1978 erhielt er den Titel „Meisterkönner“ des Zentralkomitees BDKSM und 1981 wurde unter dem Titel „Ich verkaufe nicht, ich verschenke“ eine DEFA-Dokumentation über ihn gedreht.
Öffentlich zugänglich sind in Deutschland heute noch seine Betonplastik eines Sanitätsoffiziers im Eingangsbereich des ehemaligen Männersanatoriums der Heilstätten Beelitz sowie das 1979 geschnitzte Basrelief „Drei Freunde“ im Kindergarten von Brück. Ein Betonrelief mit dem Titel „Mutter und Kind“, das sich ebenfalls auf dem Gelände der Heilstätten befindet, wird Amokow ebenfalls zugeschrieben, doch ist diese Zuweisung offenbar nicht sicher zu belegen.